# Radieschen

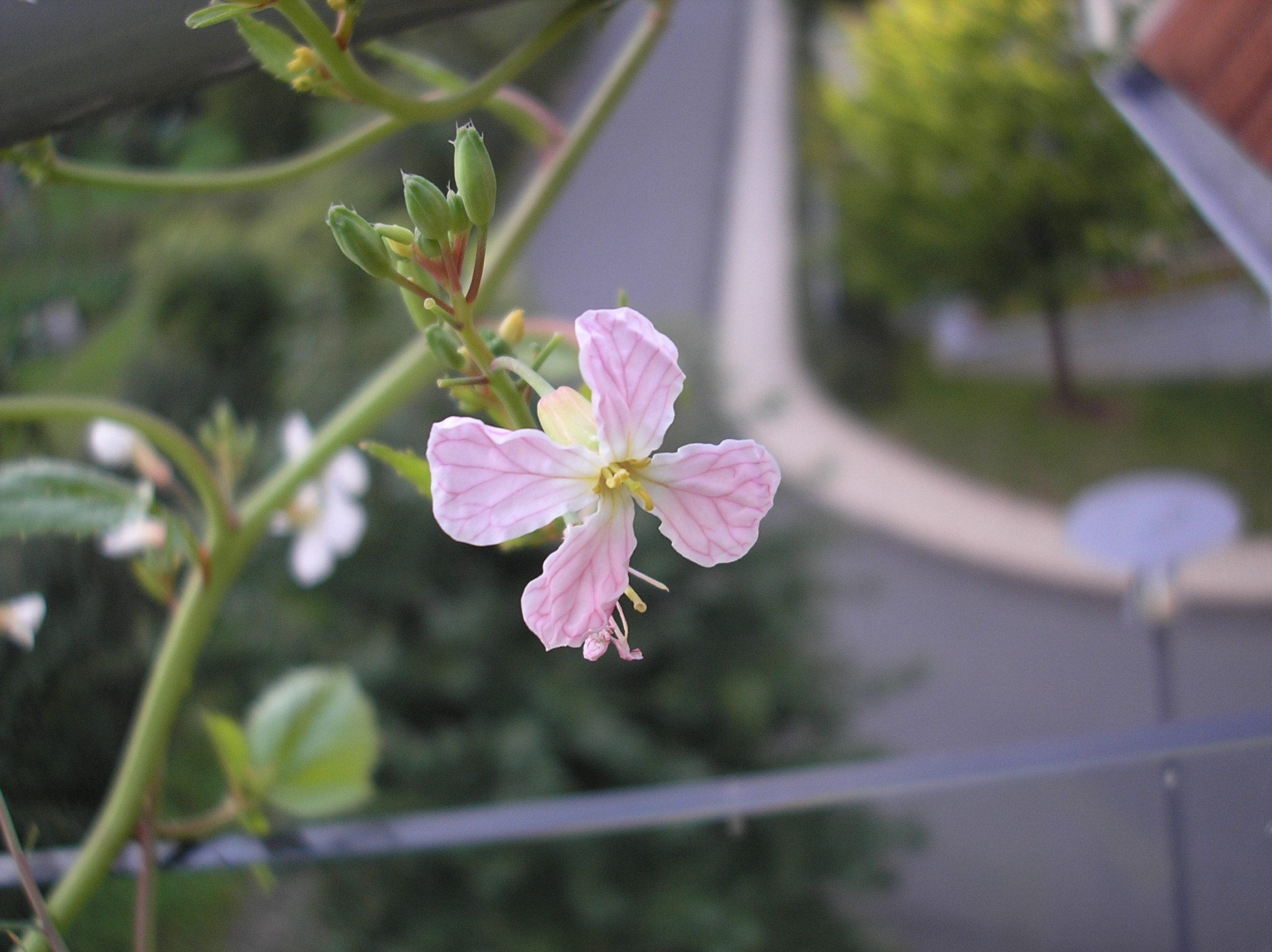
Radieschenblüte

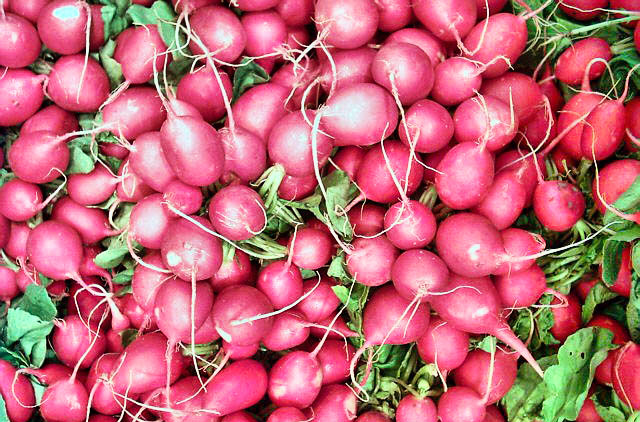
Radieschen (Marktware)

Das Radieschen (von lateinisch radix ‚Wurzel‘; wissenschaftlicher Name: Raphanus sativus var. sativus), auch Radies genannt, selten Monatsrettich, eine Varietät des Garten-Rettichs, ist eine Nutzpflanze aus der Familie der Kreuzblütengewächse (Brassicaceae).

## Beschreibung
Die bis zu etwa vier Zentimeter dicke Speicherknolle schmeckt mitunter scharf, ist innen weiß und außen zumeist weinrot bis rot, kann abhängig von der Sorte jedoch auch andersfarbig sein.
Der typische Geschmack des Radieschens wird durch ein Senföl verursacht, das bei Verletzung (durch Bearbeitung oder Anbeißen) aus den in der Pflanze enthaltenen Senfölglycosiden entsteht.
In Europa hat sich das Radieschen im 16. Jahrhundert etabliert, seine Herkunft ist allerdings unklar. Es verbreitete sich zuerst langsam in der französischen Küche und dann weiter in ganz Europa.

## Anbau
Viele verschiedene Sorten sind als Saatgut im Handel erhältlich. Radieschen können als Zwischensaat oder in zweiter und dritter Tracht gesät werden.
Kompostdüngung entspricht ihren Ansprüchen. Bei Unterdüngung bleiben die Knollen unterentwickelt, auch die Samen von unterversorgten Pflanzen bilden beim Austreiben nur rudimentäre Knollen aus, Trockenheit wirkt sich negativ auf den Geschmack und die Konsistenz aus.
Die Aussaat kann im Freiland ab März im Folientunnel erfolgen. Die Keimzeit beträgt etwa eine Woche. Nach vier bis sechs Wochen kann geerntet werden. Bei warmem Frühlingswetter kann direkt ins Freiland gesät werden. Für Aussaaten ab Mai werden Sommersorten verwendet. Zur ganzjährigen Produktion erfolgen im Erwerbsgartenbau auch Herbst- und Winteraussaaten im Gewächshaus; unter Kurztagsbedingungen (vgl. Photoperiodismus) verlängert sich die Entwicklungszeit aber auf bis zu zehn Wochen.
Der Reihenabstand sollte bei der Aussaat sieben bis zehn Zentimeter, der Pflanzenabstand innerhalb einer Reihe fünf bis sieben Zentimeter betragen, damit die Speicherknolle sich gut entwickeln kann. Die Saat soll flach erfolgen, eine Saattiefe von 1 bis 1,5 cm soll nicht überschritten werden, da sich die Knollenform bei tieferer Saat durch Verlängerung verändert. Im Erwerbsgartenbau rechnet man mit 170 bis 180 Stück verkaufsfähiger Radieschen pro m² Anbaufläche. Radieschen können auch zwischen den weiter auseinanderstehenden Reihen anderer Gemüse, mit denen sie eine gute Nachbarschaft bilden, gesät werden.
Wartet man mit der Ernte zu lange, kann die Knolle verholzen und der Geschmack wird unangenehm.
Radieschen werden hauptsächlich in den USA und Europa – hier vor allem in Deutschland – angebaut. In Deutschland wurden 2019 auf 3.425 Hektar ca. 79.500 t Radieschen angebaut (2013: 68.013 t). Die größte Erntemenge stammt aus Rheinland-Pfalz (80 %), gefolgt von Sachsen-Anhalt (12 %).

### Bildergalerie

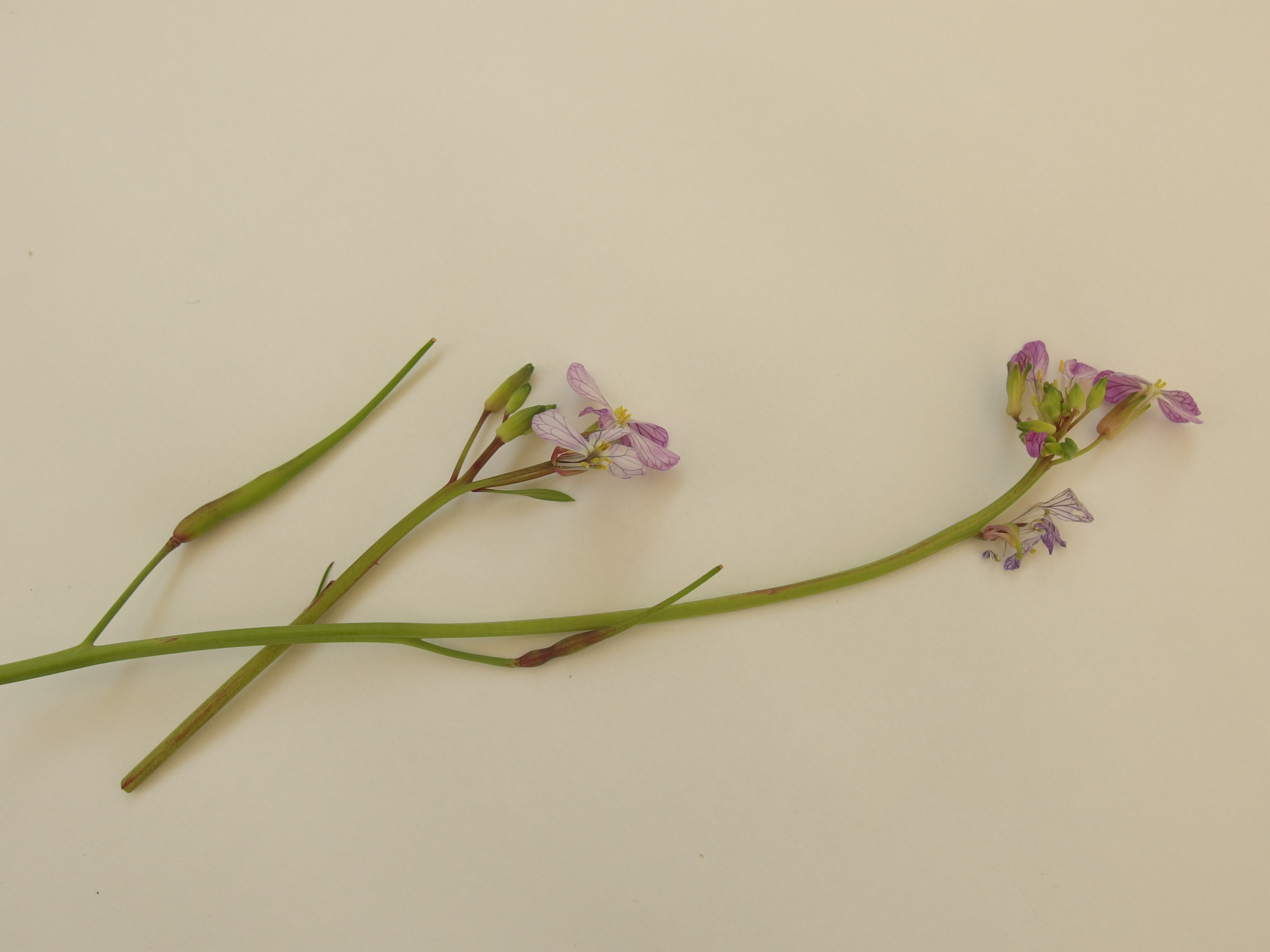
Knospen, Blüten und unreife Schoten
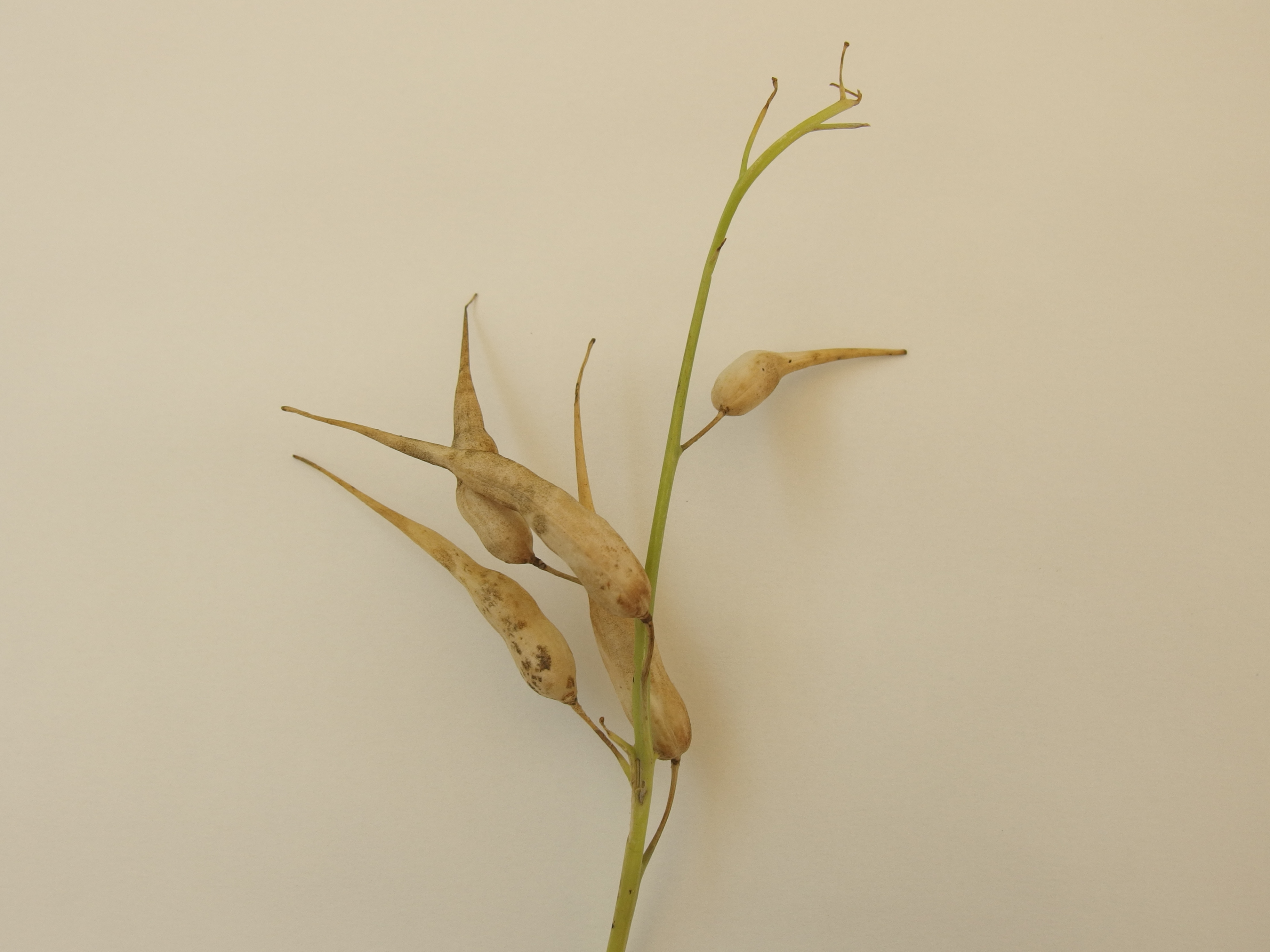
Reife Schoten an der Pflanze
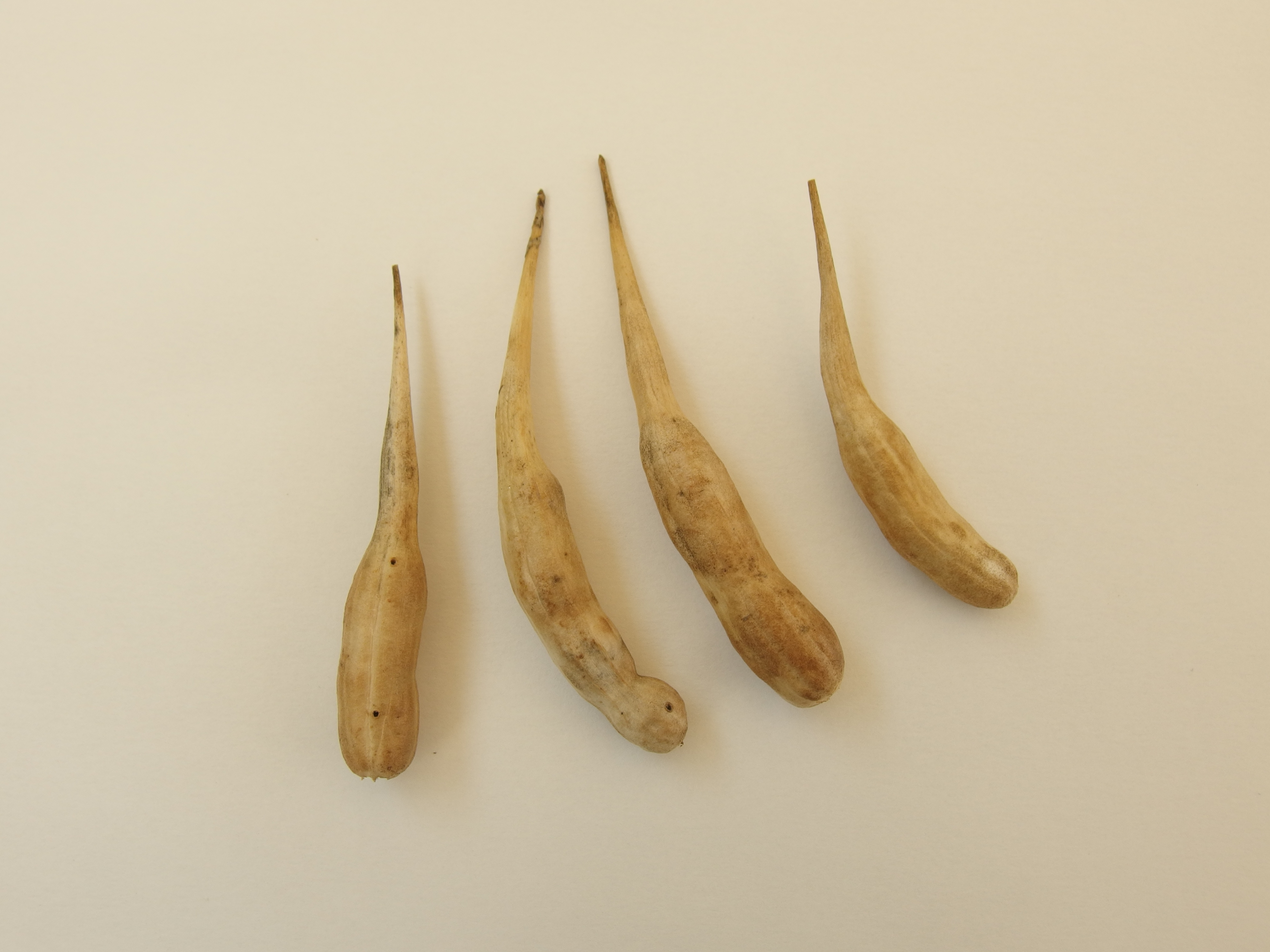
Reife Schoten
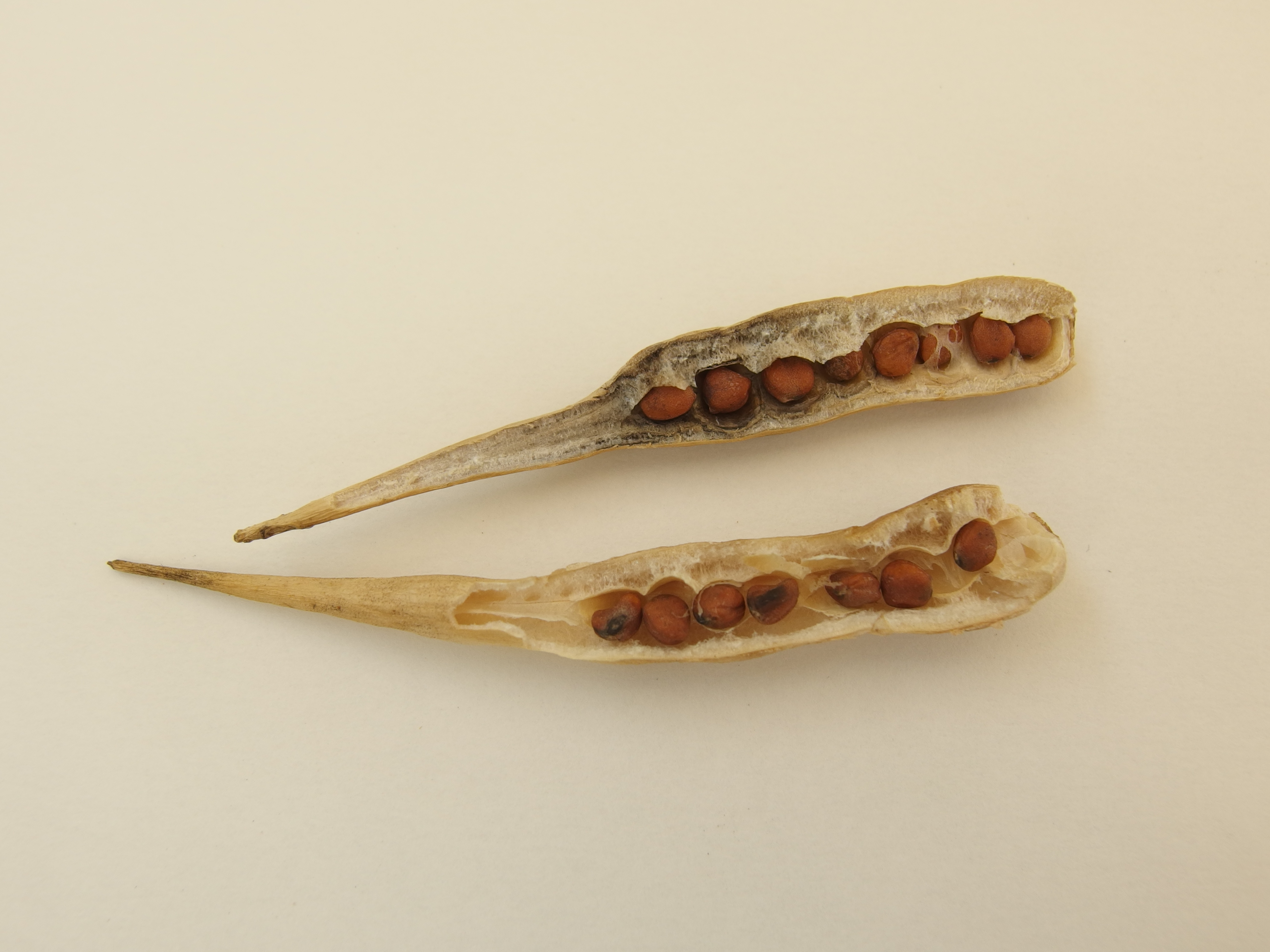
Geöffnete Schoten
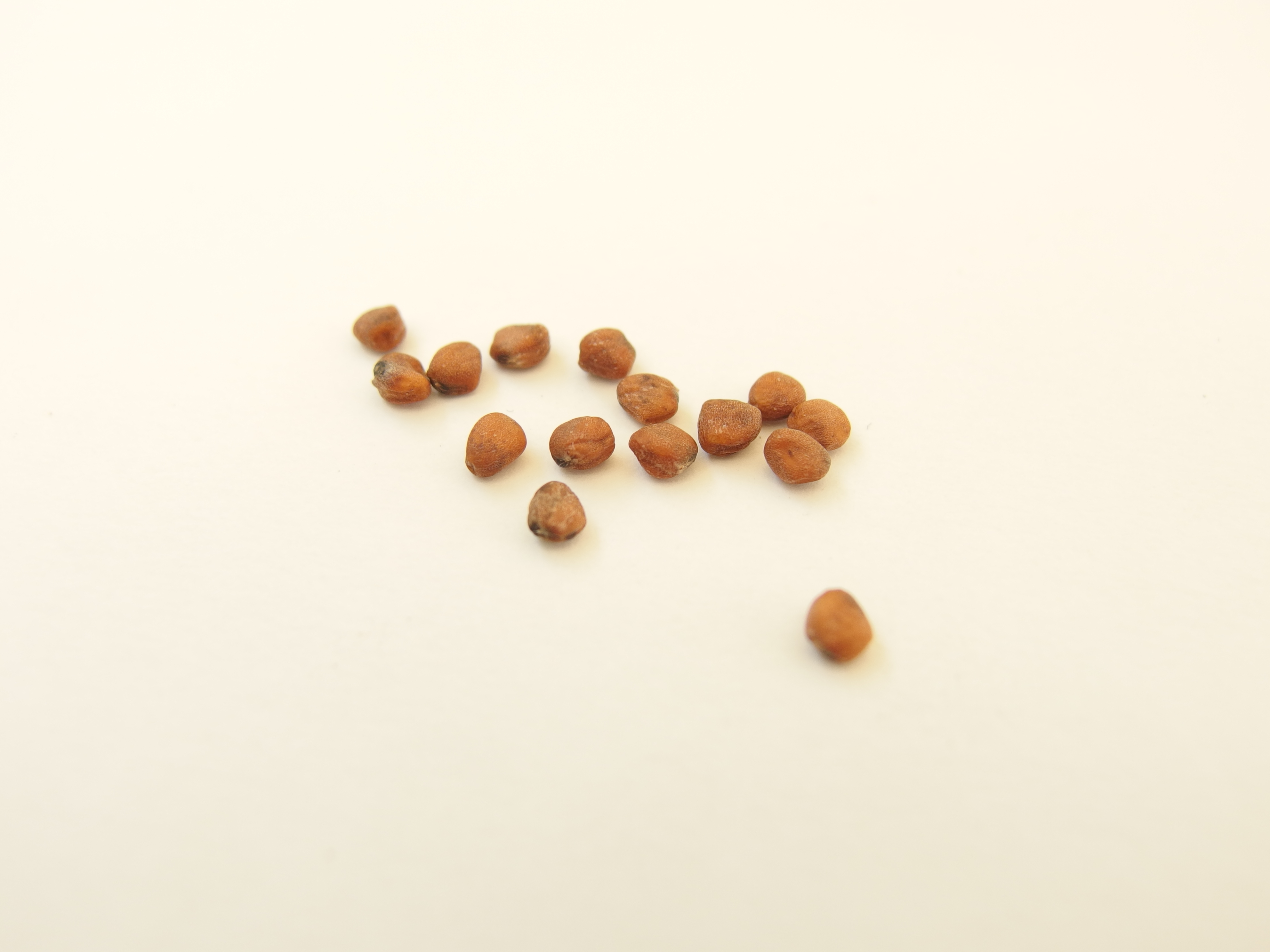
Samen
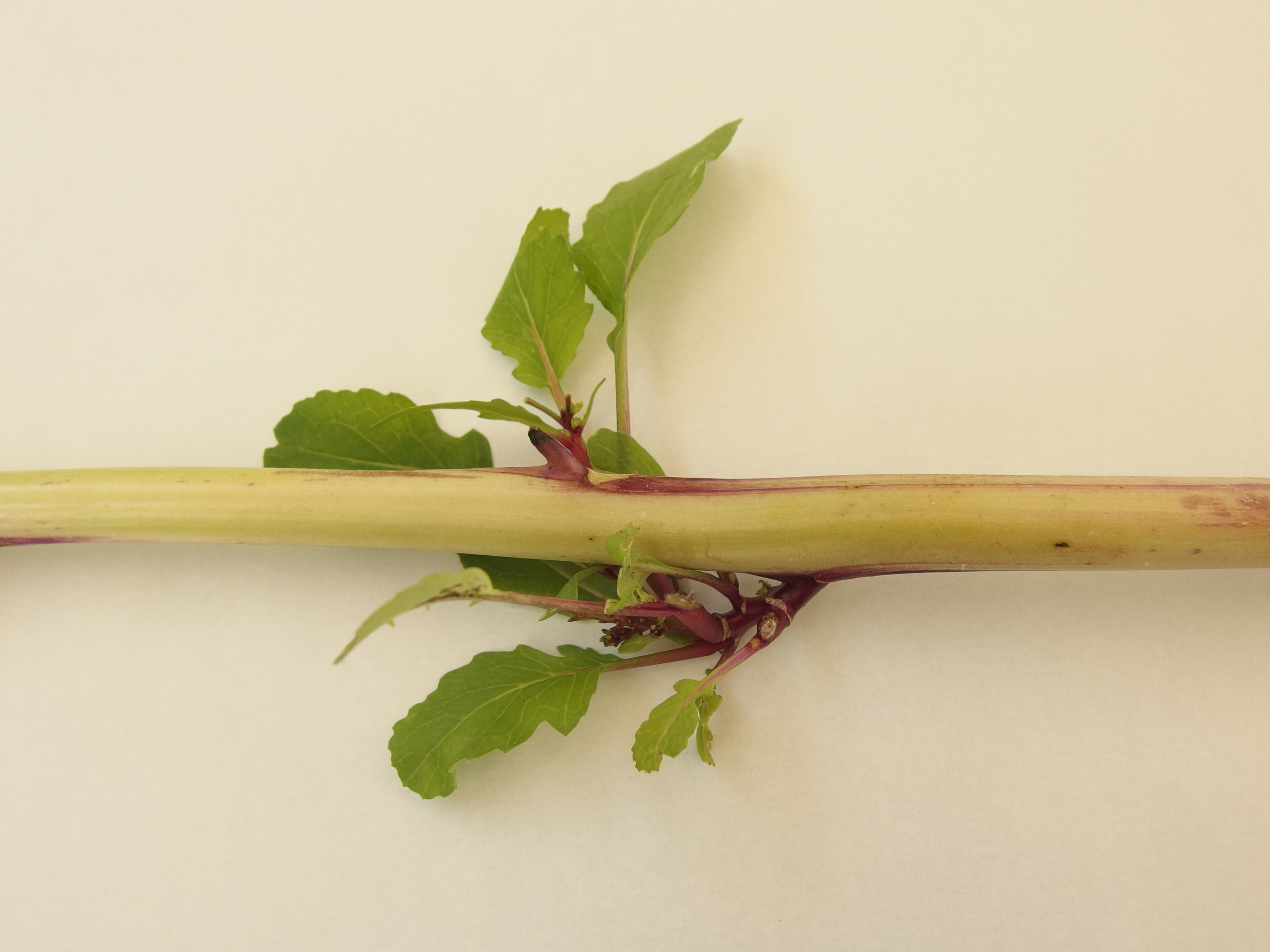
Austrieb an verholztem Stiel

### Nachbarn in der Mischkultur
Radieschen vertragen sich mit unterschiedlichen Nachbarn, die direkt angrenzend wachsen, unterschiedlich gut. Ein wichtiger Faktor hierfür ist die Allelopathie.
- Gute Nachbarn sind: Bohne, Erbsen, Kapuzinerkresse, Kohl, Kopfsalat, Gartenkresse, Mangold, Möhre, Spinat, Tomate
- Schlechte Nachbarn sind: Gurke, Wassermelone

## Sorten

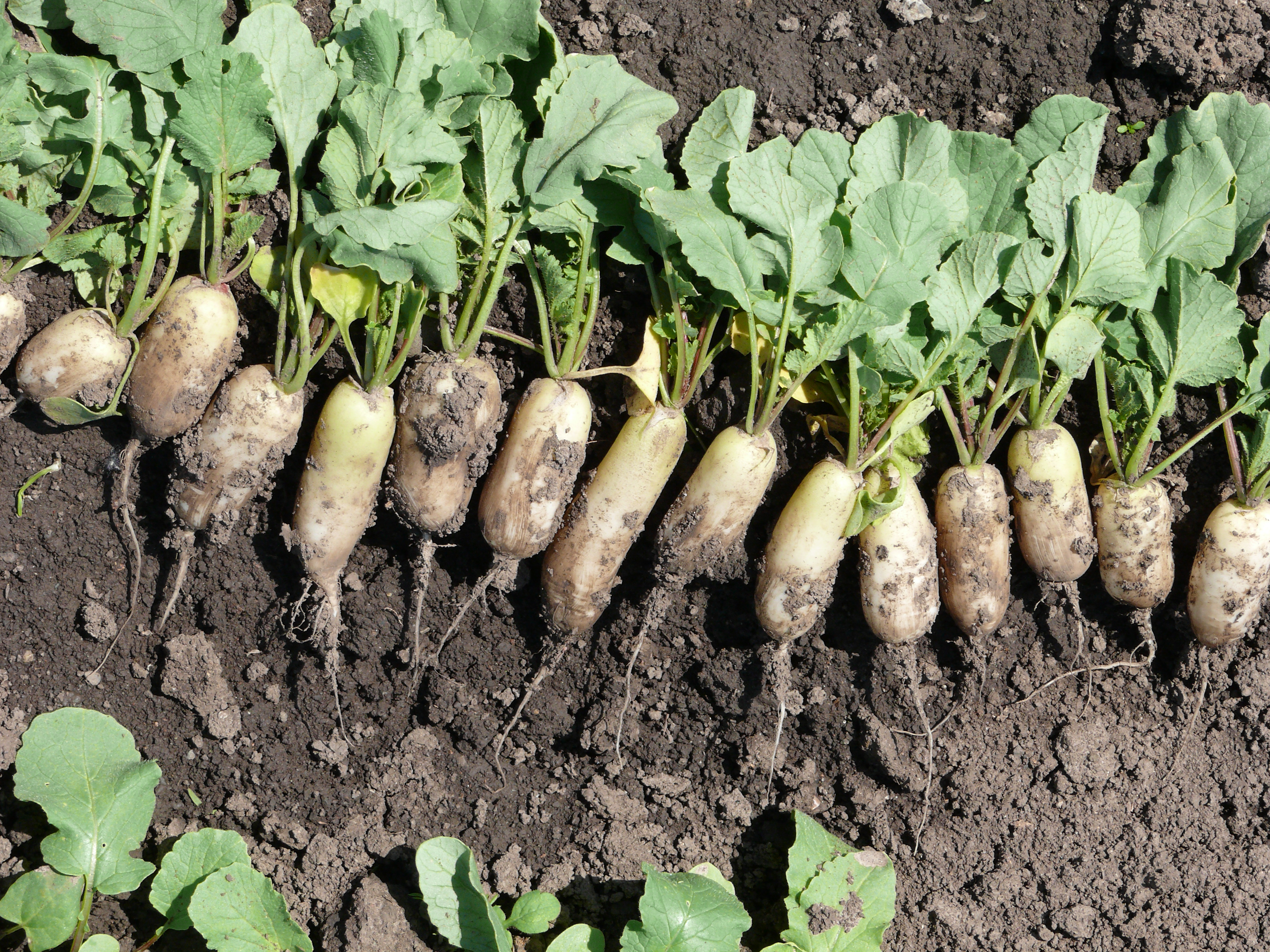
Weiße zylindrische Radieschen

Man unterscheidet zwischen klassischen frühen Sorten, die zur Frühjahrs- oder Herbstaussaat geeignet sind, und Sommerradieschen, die auch unter Langtagsbedingungen Knollen bilden.
Nicht alle Radieschen sind rot und rund:
- weiß kegelförmig – die weiße Sorte „Eiszapfen“ erinnert an kleine Bierrettiche und wird häufig gekocht gegessen.
- weiß zylindrisch – z. B. White Breakfast
- weiß rund – z. B. Albena
- rot-weiß zylindrisch – z. B. Duett, French Breakfast
- rot-weiß rund – z. B. Isabell
- gelb rund – z. B. Goldball, Zlata
- grün-rosa rund – z. B. Red Meat Radish
- violett rund – z. B. Viola

Der Riese von Aspern ist eine seltene saisonale Sorte aus der Gegend von Wien mit Durchmesser bis zu 6 cm. Sie ist in die Arche des Geschmacks bei Slow Food aufgenommen worden.

## Verzehr
In Scheiben oder Streifen geschnitten oder geraspelt werden die Knollen der Radieschen oder Radieschensprossen roh verzehrt. Sie können Salaten beigemischt werden oder als Brotauflage dienen. Salz mildert den etwas scharfen Geschmack. Weniger populär ist der Verzehr der Blätter roh als Salat oder gekocht zubereitet ähnlich wie Spinat.

### Lagerung
Haben die Radieschen Dellen oder sind die Blätter welk, sind sie nicht mehr frisch.
Im Kühlschrank halten sich Radieschen mehrere Tage lang, besonders wenn das Laub vollständig entfernt ist und sie in etwas Wasser oder in einem feuchten Tuch liegen. Luftdicht verschlossene Behälter sind nicht zu empfehlen. Vollständig vom Laub getrennte Radieschen halten sich im Kühlschrank noch länger, wenn sie in einem Plastikbeutel („Gefrierbeutel“) ohne Lufteinschluss gelagert werden.

### Nährwert
| 100 g verzehrbarer Anteil enthalten etwa: | 100 g verzehrbarer Anteil enthalten etwa: | 100 g verzehrbarer Anteil enthalten etwa: | 100 g verzehrbarer Anteil enthalten etwa: | 100 g verzehrbarer Anteil enthalten etwa: |
| ----------------------------------------- | ----------------------------------------- | ----------------------------------------- | ----------------------------------------- | ----------------------------------------- |
| Energie                                   | 59 kJ (14 kcal)                           |                                           | Eiweiß                                    | 1,1 g                                     |
| Fett                                      | 0,1 g                                     |                                           | Kohlenhydrate, verwertbar                 | 2,0 g                                     |
| Ballaststoffe                             | 1,6 g                                     |                                           | Wasser                                    | 94 g                                      |
| Natrium                                   | 17 mg                                     |                                           | Kalium                                    | 225–255 mg                                |
| Calcium                                   | 34–35 mg                                  |                                           | Phosphor                                  | 28 mg                                     |
| Magnesium                                 | 8 mg                                      |                                           | Eisen                                     | 1,2 mg                                    |
| Fluorid                                   | 0,10 mg                                   |                                           | Vitamin A                                 | 4 µg                                      |
| Vitamin E                                 | keine Daten                               |                                           | Vitamin B1                                | 0,04 mg                                   |
| Vitamin B2                                | 0,04 mg                                   |                                           | Niacin                                    | 0,2 mg                                    |
| Vitamin B6                                | 0,06 mg                                   |                                           | Vitamin C                                 | 27–29 mg                                  |
| Salicylsäure                              | 1,24 mg                                   |                                           |                                           |                                           |

## Analytik
Zur qualitativen und quantitativen Bestimmung von Inhaltsstoffen der Radieschen, wie unter anderem Sinigrin eignen sich die Verfahren der Gaschromatographie und der HPLC insbesondere in der Kopplung mit der Massenspektrometrie.